# وییا تسیی
وییا تسیی (به اسپانیایی: Villa Tesei) شهری در کشور آرژانتین، استان بوئنوس آیرس است که در سال ۲۰۰۹ میلادی، حدود ۶۰٬۱۶۵ نفر جمعیت داشته‌است.